# 富山県道136号坪野湯上線
富山県道136号坪野湯上線（とやまけんどう136ごう つぼのゆのえせん）とは、富山県魚津市の角川水系の富川沿いを通る一般県道（富山県道）である。北山鉱泉や坪野へ向かうための重要な道路である。

## 路線概要
- 起点： 富山県魚津市坪野
- 終点： 富山県魚津市湯上

## 沿革
- 1890年 - 魚津 - 北山間を通る道路（延長1里22町30間3尺、幅員9尺）の一部として下新川郡費支弁にて着工[1]。
- 1906年 - 北山まで竣工[1]

## 通過する自治体
- 富山県
  - 魚津市

## 主な接続道路
- 富山県道67号宇奈月大沢野線
- 新川広域農道
- 富山県道33号金山谷田方町線

## 周辺
- 北山鉱泉
- 坪野鉱泉